# Republika Teksas
Republika Teksas je bila suverena država v Severni Ameriki med Združenimi državami Amerike in Mehiko, ki je obstajala od 1836 do 1845. Ustanovljena je bila 2. marca 1836, ko so se prebivalci Teksasa razglasili za neodvisne od Mehike. Mehiška vojska pod vodstvom Santa Anne je vkorakala v Teksas in napadla novo državo. Vendar je bila mehiška vojska poražena v bitki pri San Jacintu in Santa Anna je bil ujet v bitki blizu mesta Houston. Nova republika ni imela lahkega dela. Ni imela ustrezne vlade niti denarja. Prvi predsednik je bil Sam Houston. Njene meje so pogosto napadali Mehičani in prihajalo je do bojev med naseljenci in Indijanci. Vlada ZDA ni priznala Republike Teksas.
Leta 1841 je Santa Anna ponovno postal predsednik Mehike in mejni napadi so se povečali. Do takrat se je v Teksas preselilo na tisoče novih naseljencev in ljudje v ZDA so podpirali prebivalce Teksasa. Ideja o priključitvi Teksasa k ZDA je postala priljubljena.
Republika Teksas se je končala 29. decembra 1845, ko je Teksas postal 28. zvezna država Združenih držav Amerike.
Posledica je bila ameriško-mehiška vojna, katero je Mehika izgubila in posledično so ZDA poleg Republike Teksas priključile še sedanji jugozahodni del države.
Glej tudi:
- Teksaška revolucija